# Vodafone Italia
Vodafone Omnitel N.V. é uma empresa italiana de telecomunicações, subsidiária da Vodafone Group Plc. Possui 30.153.000 clientes de telefonia móvel e 3.182.000 linhas de telefonia fixa, com respectivamente 28,5% e 16% de participação no mercado.
Tem sede em Amesterdão, Holanda, enquanto a sede administrativa está em Milão, Itália.
Desde que assumiu a empresa, a Vodafone introduziu na Itália serviços como Vodafone live!, redes móveis 3G, 4G e 5G, serviços DSL, fibra óptica e FWA e operadoras de rede móvel virtual para outras corporações.
Os principais concorrentes da Vodafone são TIM, Fastweb, Wind e 3.

## História
Em dezembro de 1995, Omnitel Sistemi Radiocellulari Italiani S.p.A. (fundada em 19 de junho de 1990, por Olivetti, Lehman Brothers, Bell Atlantic e Telia) e Pronto Italia S.p.A. (formada por Zignago Vetro, AirTouch, Mannesmann, Banca di Roma, comerciante Arca, Comeba, Ersel, ERG, Urmet TLC, Spal TLC, Site, Ponti Radio e Fergia) fundiram-se na Omnitel Pronto Italia S.p.A., que lançou um serviço de telefonia móvel, o segundo na Itália depois da TIM (ex-SIP). A Olivetti, acionista majoritária original, através da Omnitel e da Infostrada (que se ocupava da telefonia fixa), competia assim com a Telecom Italia, que até então monopolizava todo o setor de telecomunicações na Itália.
Em 1999, a Olivetti vendeu sua participação na Omnitel e na Infostrada para o consórcio alemão Mannesmann, depois que a Olivetti assumiu o controle da Telecom Italia.
Em 1999, Mannesmann tinha uma participação majoritária na Omnitel com uma participação acionária de 53,7%. No ano seguinte, a Vodafone fundiu-se com a Mannesmann assumindo assim o controle da Omnitel. A fusão conduziu em 2002 à alteração da denominação social para Vodafone Omnitel S.p.A., sendo que no mesmo ano a sede estatutária foi transferida para Amesterdão, mudando novamente a denominação para Vodafone Omnitel N.V., legalmente registada na Holanda.
Em 2004, a empresa lançou serviços UMTS em 140 cidades e, dois anos depois, também serviços HSPA.
Em 2007, a Vodafone comprou as filiais italiana e espanhola da Tele2.
Após a aquisição da Tele2 Italia (em 2010 renomeada como TeleTu), em 2008, a Vodafone lançou na Itália serviços XDSL, oferecendo Wi-Fi e VoIP aos seus clientes, e entre 2013 e 2014, lançou também serviços FTTX.
Em 2012 habilitou serviços de tecnologia LTE em Milão e Roma.

## Identidade da marca
Evolução da marca e logotipo da empresa:

Omnitel (1994-2001)
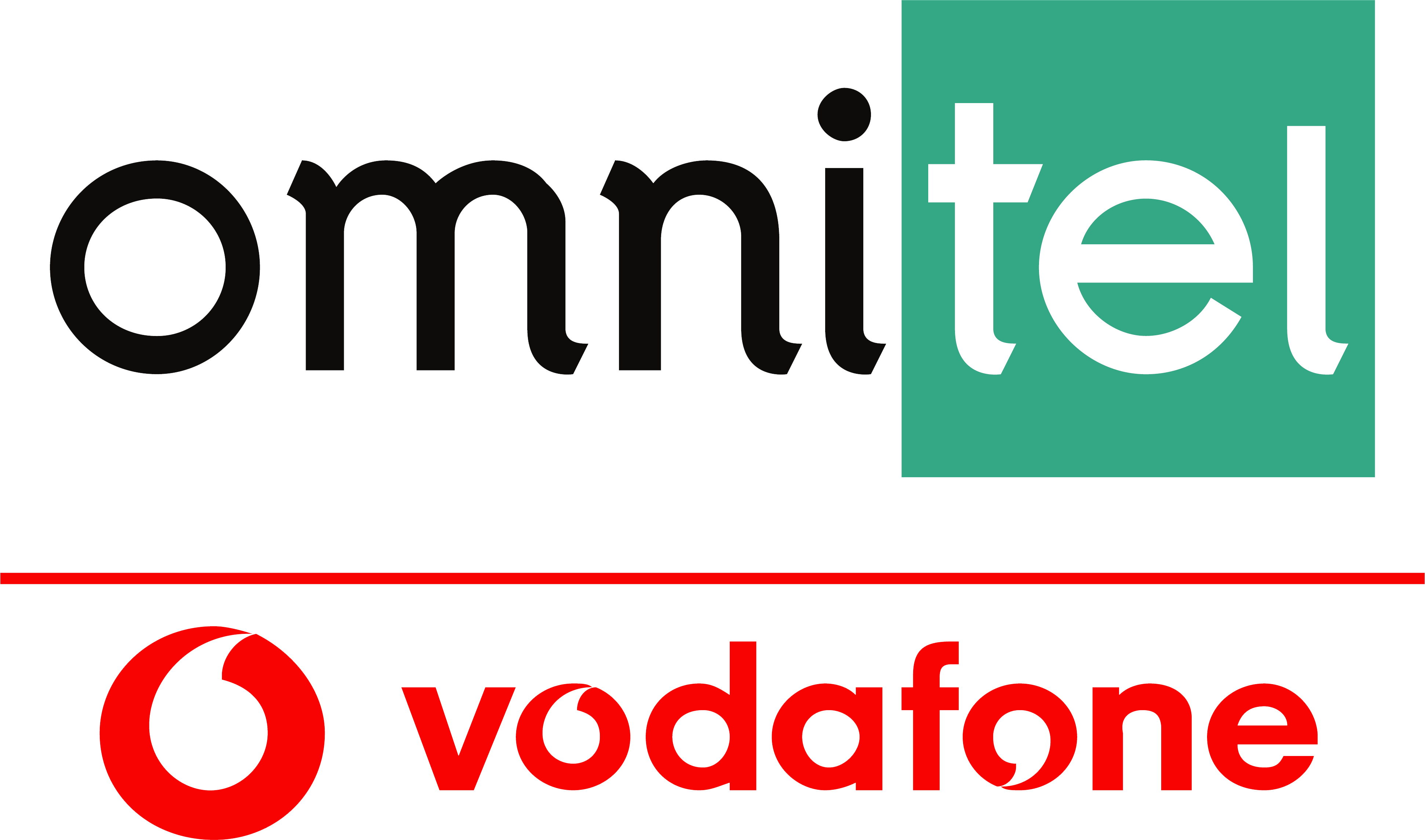
Omnitel Vodafone (2001-2002)
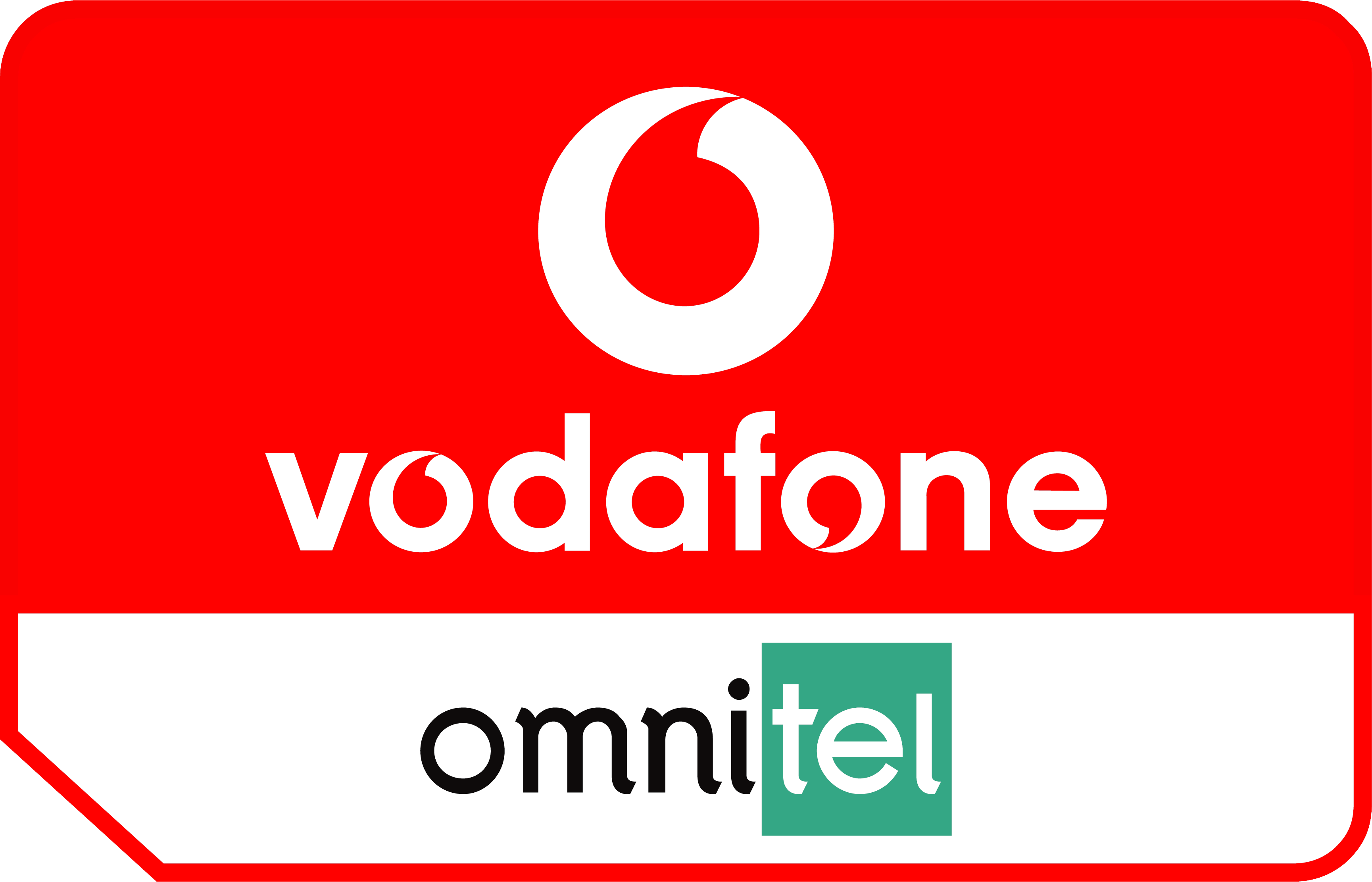
Vodafone Omnitel (2002-2003)
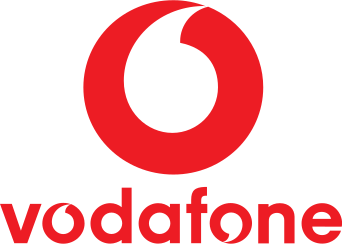
Vodafone (2003-2006)
Vodafone (2006-)

- Em 1994 a empresa estreou no mercado com a marca Omnitel.
- Em 2001, após a aquisição da Vodafone como acionista, a marca passou a ser Omnitel Vodafone.
- Em 2002 a marca foi alterada para Vodafone Omnitel.
- Em 2003, a marca Omnitel foi definitivamente abandonada a favor da Vodafone.